# 帆足正音
帆足 正音（ほあし まさと、1919年（大正8年）1月8日 - 1942年（昭和17年）3月15日）は、日本の海軍軍人。 最終階級は海軍予備中尉。マレー沖海戦においてイギリス艦隊を発見した偵察機の機長である。

## 略歴
大分県玖珠郡森町(現・大分県玖珠郡玖珠町)出身。父は浄土真宗本願寺派・鷹巣山光林寺の住職である。龍谷大学専門部に入学し、1938年(昭和13年)1月から、1940年(昭和15年)3月まで海軍予備航空団で飛行訓練を受ける。大学を卒業し僧侶の資格を得た後、海軍航空予備学生となり霞ヶ浦海軍航空隊へ入隊。1941年(昭和16年)4月、訓練終了と共に予備少尉に任官した。同日充員召集を受け、木更津海軍航空隊附となる。9月には元山海軍航空隊に転じ、太平洋戦争の開戦を迎えた。マレー沖海戦において、英国艦隊を発見し攻撃隊を誘導、戦果確認を行った。翌年3月、台湾へ向かう途中消息を絶ち戦死認定を受けた。

## マレー沖海戦
元山空は第22航空戦隊に属し、サイゴンを基地として南方作戦に従事していたが、英国東洋艦隊所属の戦艦・プリンス・オブ・ウェールズ、レパルスの出撃を迎え、陸攻部隊による攻撃を企図した。1941年(昭和16年)12月10日午前6時、帆足は敵艦隊捜索にあたる索敵機(96式陸攻)の機長として出撃した。3番索敵線を飛行した帆足機は、帰途に就いた午前11時30分に艦隊を発見。高度3000メートルで接触し敵艦隊であることを確認し、"敵主力見ユ、北緯4度、東経103度55分、針路60度、1145"の無電を発した。その後も触敵を続け攻撃隊の攻撃を確認。英国2戦艦の沈没を見届けサイゴン基地に帰還したのは午後7時20分である。燃料は限界に来ており、機を整列させる間にエンジンは停止した。
この帆足機の行動は絶賛を受け、戦中は教科書に掲載されたほどであった。なお、この時の帆足機搭乗員は田中喜作を除き、1942年3月に帆足が行方不明となった際に運命を共にしている。

## 帆足機搭乗員
- 機長兼主操縦員 帆足正音
- 副操縦員 田中喜作
- 偵察員 鷲田光雄
- 電信員 森慎吾・平尾要一・高橋光男
- 搭整員 堺義久